# International Training Center
Das International Training Center (abgekürzt ITC) im niederländischen Enschede ist ein global tätiges, öffentlich gefördertes Institut für die Ausbildung von Technikern, Managern und Geowissenschaftlern in modernen Techniken der Fernerkundung, Landentwicklung, GIS, Vermessungstechnik und Umweltbeobachtung.
Es entstand 1950 in Delft (NL) als International Training Center for Aerial Survey (Luftbild-Photogrammetrie). Sein Gründer und auch sein erster Rektor war der Zivilingenieur und dortige Hochschulprofessor Willem Schermerhorn, welcher der erste Premierminister Hollands nach 1945 war. Inzwischen zählt das ITC zu den weltweit größten Stätten für technische Forschung, Weiterbildung und Projekt-Unterstützung.
In den 1970ern wurde der Sitz nach Enschede verlegt, wo es – wie schon vorher – mit der Technischen Hochschule und der Universität Twente intensiv kooperiert. Administrativ ist es jedoch den Ministern für Unterricht bzw. Wissenschaft und für Entwicklungszusammenarbeit zugeordnet (Ministry of Education, Culture and Science, and Minister for Development Cooperation). of the Netherlands.
Neben Ausbildung und Technologietransfer ist das ITC auch im Bereich der Kartografie, der Herausgabe von Landkarten und geobasierten Datensätzen tätig; sein größtes Departement ist das besonders in der Entwicklungshilfe tätige International Institute for Geo-Information Science and Earth Observation.
Zum 1. Januar 2010 wurde das ITC als sechste Fakultät in die Universität Twente integriert.